# Història de l'antic Egipte
La història de l'antic Egipte es divideix en diverses èpoques, des del període predinàstic fins al govern del període hel·lenístic. Inclou un període total de diversos milers d'anys.
Seguint l'esquema presentat per l'historiador grec Manethó, la història de l'antic Egipte es pot dividir avui en dinasties, però molt probablement Manethó no va descriure les famílies governants, sinó fases polítiques i culturals, definides per l'elecció del capital o per factors culturals. Segons la investigació moderna les dinasties s'han dividit de nou en tres fases d'unitat governamental (els imperis Antic, Mitjà i Nou). Els períodes intermedis en què Egipte no era un país unit s'anomenen períodes intermedis. Una última gran època daurada d'Egipte és l'anomenat Període Tardà, després del qual el país passà a estar sota domini dels perses, grecs i romans.
Les dates absolutes per al tercer i segon mil·lenni abans de Crist són un tema molt controvertit en la investigació. Només han arribat als nostres dies uns pocs annals egipcis i llistes dels reis. Per tant, només és parcialment possible (i útil) escriure una història política.

## Cronologia
La història d'Egipte es divideix en diversos períodes diferents d'acord amb la dinastia regnant de cada faraó. La datació dels esdeveniments segueix sent un tema d'investigació. Les dates conservadors no són compatibles amb cap data d'absoluta confiança en una període de prop de tres mil·lennis. La següent és la llista d'acord amb cronologia egípcia convencional.
- Període predinàstic (Abans de 3100 aC)
- Període Protodinàstic (aproximadament 3100-3000 aC)
- Període Arcaic d'Egipte (primera i segona dinasties)
- Antic Regne (dinasties 3-6)
- Primer Període Intermedi (Dinasties 7-11)
- Regne Mitjà (dinasties 12 i 13)
- Segon Període Intermedi (dinasties 14-17)
- Imperi Nou (divuitena-vintena dinasties)
- Tercer Període Intermedi (dinasties 21-25) (també conegut com el Període de Líbia)
- Període Tardà (dinasties 26-31)

## Egipte Neolític

### Neolític
El Nil ha estat la línia de vida de la cultura egípcia des que els caçadors-recol·lectors nòmades van començar a viure a la vora del Nil durant el Plistocè. El rastre d'aquest poble apareix en forma d'artefactes i escultures en roca al llarg de les terrasses del Nil i als oasis. Per als egipcis, el Nil significava la vida i el desert significava la mort, tot i que el desert els proporcionava protecció contra els invasors.
Al llarg del riu Nil, en el mil·lenni XII aC, una cultura de gra molt que utilitzava el primer tipus de fulles de falç (Qadan) havia estat substituïda per una altra cultura de pobles caçadors, pescadors i caçadors- recol·lectors que utilitzen eines de pedra. L'evidència també indica la presència d'assentaments humans i bestiar de pastura a l'extrem sud-oest d'Egipte, prop de la frontera amb el Sudan, abans del 8000 aC. No obstant això, segons Barbara Barich la idea d'un esdeveniment de domesticació bovina independent a l'Àfrica ha de ser abandonada perquè les proves posteriors que es van reunir durant un període de trenta anys no ha pogut corroborar aquesta hipòtesi A la llum d'això, les més antigues restes de bovins domesticats conegudes a Àfrica són d'el Faium, pels volts del 4400 aC. L'evidència geològica i estudis de models climàtics generats per ordinador. suggereixen que els canvis naturals del clima al voltant de 8000 aC va començar a dessecar les extenses terres de pasturatge del nord d'Àfrica, i van forma el modern Sàhara (c.2500 aC).
La contínua dessecació va obligar els primers avantpassats dels egipcis a assentar-se al voltant del Nil de manera més permanent i els va obligar també a adoptar un estil de vida més sedentari. No obstant això, el període del 9000-6000 aC ha deixat molt poc en el camí de l'evidència arqueològica.

### Període predinàstic

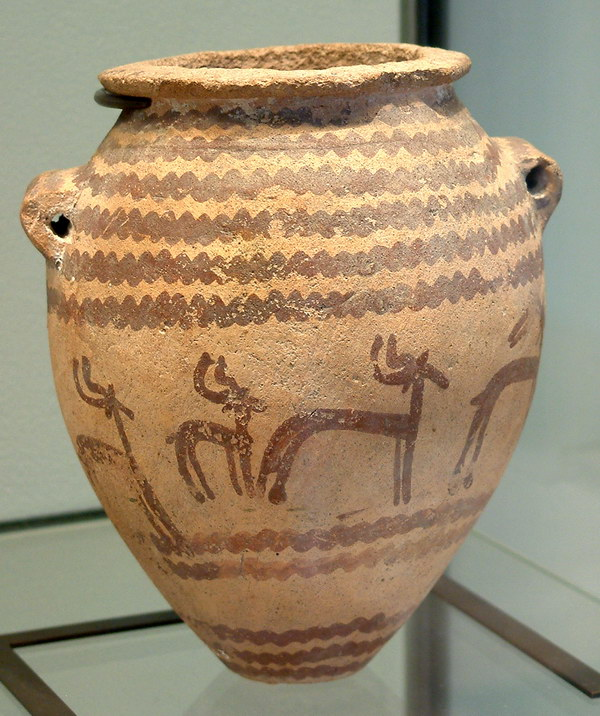
Un gerro de Naqada II decorat amb gaseles, exposat al Museu del Louvre

La vall egípcia del Nil va ser bàsicament inhabitable fins que es va iniciar el treball de neteja i reg de la terra al llarg de les ribes del riu Sembla, però, que aquesta neteja i el reg es va produir en gran part al voltant de 6000 aC. En aquell moment, la societat a la vall del Nil ja es dedicava a l'agricultura organitzada i la construcció de grans edificis a la vall del Nil. En aquell moment, els egipcis a l'extrem sud-oest d'Egipte es dedicaven a pasturar bestiar i a la construcció de grans edificis. El morter va ser utilitzat pels volts de l'any 4000 abans de Crist. Els habitants de la vall del Nil i el delta eren autosuficients i conreaven l'ordi i l'espelta (una varietat primerenca de blat) i ho emmagatzemaven en pous revestits amb estores de canya. Criaven vaques, cabres i porcs i teixien roba i cistelles. El període predinàstic continua durant tota aquella època, i de manera diversa comença a sorgir la cultura naqada.
Entre el 5500 i 3100 abans de Crist, durant el període predinàstic d'Egipte, van florir petits assentaments al llarg del Nil, el delta del qual desemboca al Mediterrani. Al 3300 aC, just abans de la primera dinastia egípcia, Egipte estava dividit en dos regnes, coneguts com a Alt Egipte, Ta Shemau, al sud, i Baix Egipte, Ta Mehu, al nord. La línia divisòria s'ha traçat aproximadament en l'àrea de la moderna ciutat del Caire.
La cultura tasiana va ser la següent a aparèixer a l'Alt Egipte. Aquest grup porta el nom dels enterraments trobats a Der Tasa, un lloc a la riba est del Nil, entre Assiut i Akhmim. El grup cultural tasià es destaca per la producció dels primers atuells de terrissa amb la part superior negra, un tipus de ceràmica de color vermell i marró, que s'ha pintat de negre a la part superior i interior.
La cultura badariana, anomenada així per l'indret de Badari prop de Der Tasa, va succeir la cultura tasiana, però les similituds entre ambdues han portat a molts a evitar, de totes totes, la diferenciació entre elles. La cultura badariana va continuar produint terrissa amb la part superior negra (encara que la seva qualitat ha millorat molt més de les mostres anteriors), i se li va assignar el nombre de seqüència de cites entre 21 i 29 anys.La significativa diferència, però, entre els grups culturals tasià i badarià que impedeix als experts d'estudiar ambdós de manera conjunta, és que els indrets badarians utilitzen coure, a més de pedra i, per tant, són assentaments calcolítics, mentre que els indrets tasians encara eren neolítics, i es consideren tècnicament part de l'edat de pedra.
La cultura amratiana rep aquest nom per l'indret d'Al-Amrah, a uns 120 km al sud de Badari. Al-Amrah va ser el primer lloc on es va trobar aquest grup cultural sense barreja amb el grup cultural posterior gerzeà. Tanmateix, aquest període es troba més ben testimoniat al jaciment de Naqada, motiu pel qual també es coneix com a cultura naqada I Es continuà produint ceràmica amb la part superior negra, però la pisa blanca de línies creuades, un tipus de ceràmica que estava decorada amb estretes línies blanques paral·leles creuades per un conjunt de línies paral·leles blanques i properes, va començar a produir-se durant aquella època. El període amratià s'escau entre la seqüència de dates 30 i 39 del sistema de seqüència de dates de Petrie. Està confirmat que en aquella època existia el comerç entre l'Alt i el Baix Egipte, segons es desprèn dels objectes trobats a les excavacions. Un gerro de pedra del nord ha estat torbat a al-Amrah, i el coure, que no està present a Egipte, segons sembla, va ser importat de la península del Sinaí, o potser de Núbia. L'obsidiana i una molt petita quantitat d'or van ser importats amb tota seguretat de Núbia durant aquella època. És també probable que hi hagués comerç amb els oasis.
La cultura gerzeana (de la localitat d'Al-Gerzeh,), fou la següent etapa en el desenvolupament cultural d'Egipte, i va ser durant aquest temps que es van assentar les bases per Egipte dinàstic. La cultura gerzeana fou en gran manera un desenvolupament ininterromput de la cultura amratiana, a partir del delta i cap al sud a través de l'Alt Egipte. Tanmateix no va aconseguir substituir la cultura amratiana a Núbia La cultura gerzeana va coincidir amb un descens significatiu de les precipitacions, i l'agricultura produïa la gran majoria dels aliments. Amb l'augment dels subministraments d'aliments, la població va adoptar un estil de vida molt més sedentari i els assentaments més grans va créixer a les ciutats d'uns 5000 habitants. Fou en aquell temps que els habitants de la ciutat van començar a utilitzar maons de fang per construir les seves ciutats. El coure guanya terreny a la pedra com a material per fer eines i armament. La plata, l'or, el lapislàtzuli, i la faiança es van utilitzar de manera ornamental i les paletes utilitzades per a pintar-se els ulls des del període badarià comencen a ser adornades amb relleus.

## Egipte dinàstic

### Primer període dinàstic

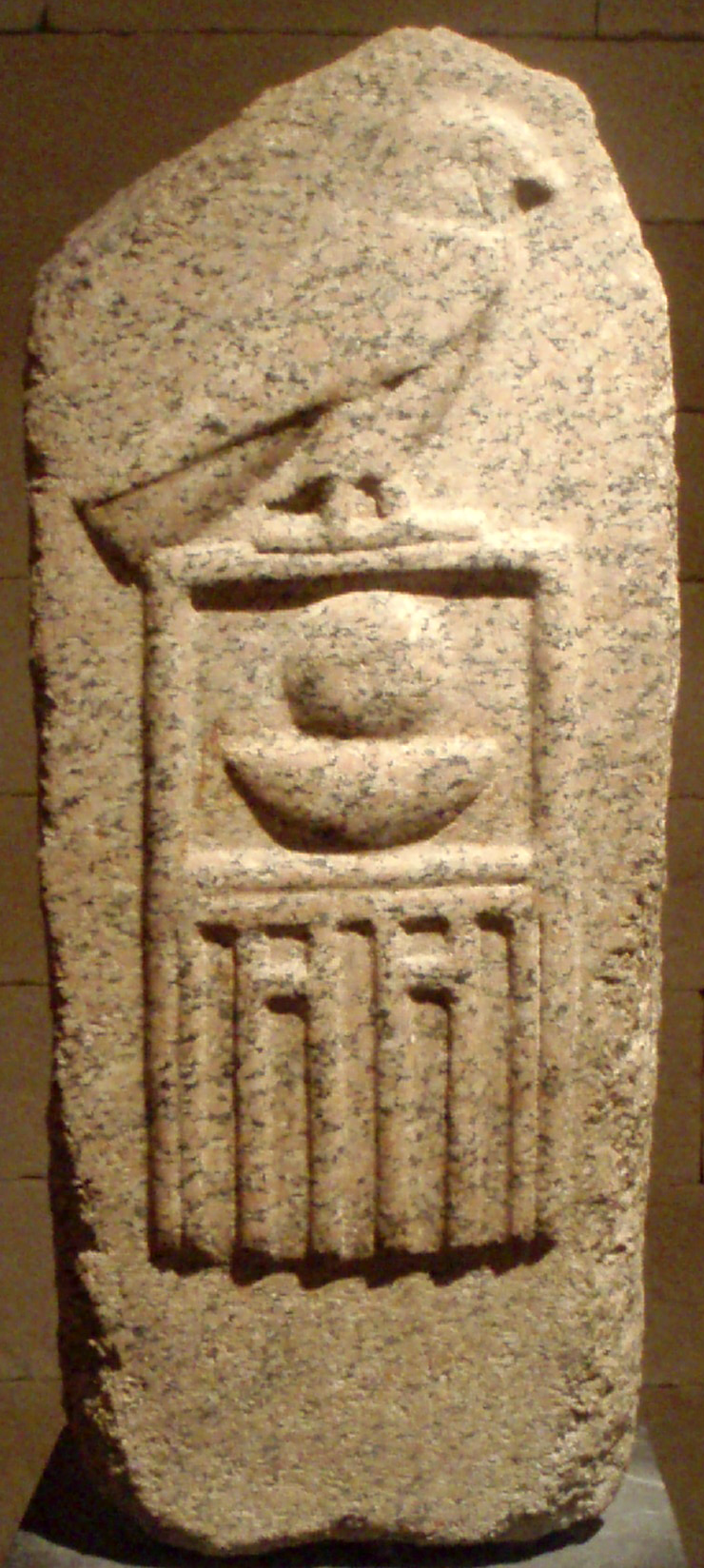
Estela del faraó Raneb de la Dinastia II, que mostra el jeroglífic del seu nom dins d'un serekh, coronat per Horus. Exposat al Metropolitan Museum of Art.

Els registres històrics de l'antic Egipte comencen amb Egipte com un estat unificat, un fet que es va produir en algun moment al voltant de 3150 aC. Segons la tradició egípcia, Narmer (Menes), que es creu que va unificar l'Alt i el Baix Egipte, va ser el primer rei. Aquesta cultura egípcia, els costums, l'expressió de l'art, l'arquitectura i l'estructura social estava estretament vinculada a la religió, molt estable, i van canviar poc durant un període de gairebé 3000 anys.
La cronologia de l'Antic Egipte, que consisteix en anys de regnat, va començar al voltant d'aquesta època. La cronologia egípcia convencional és la cronologia acceptada durant el segle xx, però no inclou cap de les principals propostes de revisió que també s'han fet en aquest temps. Fins i tot dins d'una mateixa obra, els arqueòlegs sovint ofereixen diverses dates possibles o fins i tot diverses cronologies senceres com a possibilitats. En conseqüència, pot haver discrepàncies entre les dates que s'indiquen aquí i en articles sobre els governants o temes relacionats amb l'antic Egipte en particular. També són possibles variacions ortogràfiques dels noms. En general, els egiptòlegs divideixen la història de la civilització faraònica amb un ordre cronològic establert, en primer lloc per l' Aegyptiaca de Manethó (Història d'Egipte) que va ser escrita durant l'època ptolemaica, al segle iii aC.
Abans de la unificació d'Egipte, la terra va ser colonitzada per pobles autònoms. Amb les primeres dinasties, i durant gran part de la història d'Egipte a partir de llavors, el país va arribar a ser conegut com les Dues Terres. Els governants, va establir una administració nacional i van designar governadors reials.
D'acord amb Manethó, el primer rei seria Menes, però les troballes arqueològiques donen suport l'opinió que el primer faraó que afirma que va tenir unides les dues terres fou Narmer (l'últim rei del període protodinàstic). El seu nom és conegut principalment per la famosa Paleta de Narmer, les escenes de la qual s'han interpretat com l'acte d'unir l'Alt i el Baix Egipte.
Les pràctiques funeràries per a l'elit donaren com a resultat la construcció de tombes mastaba, que més tard es van convertir en models per a posteriors construccions de l'Imperi Antic, com la piràmide esglaonada.

### Imperi Antic

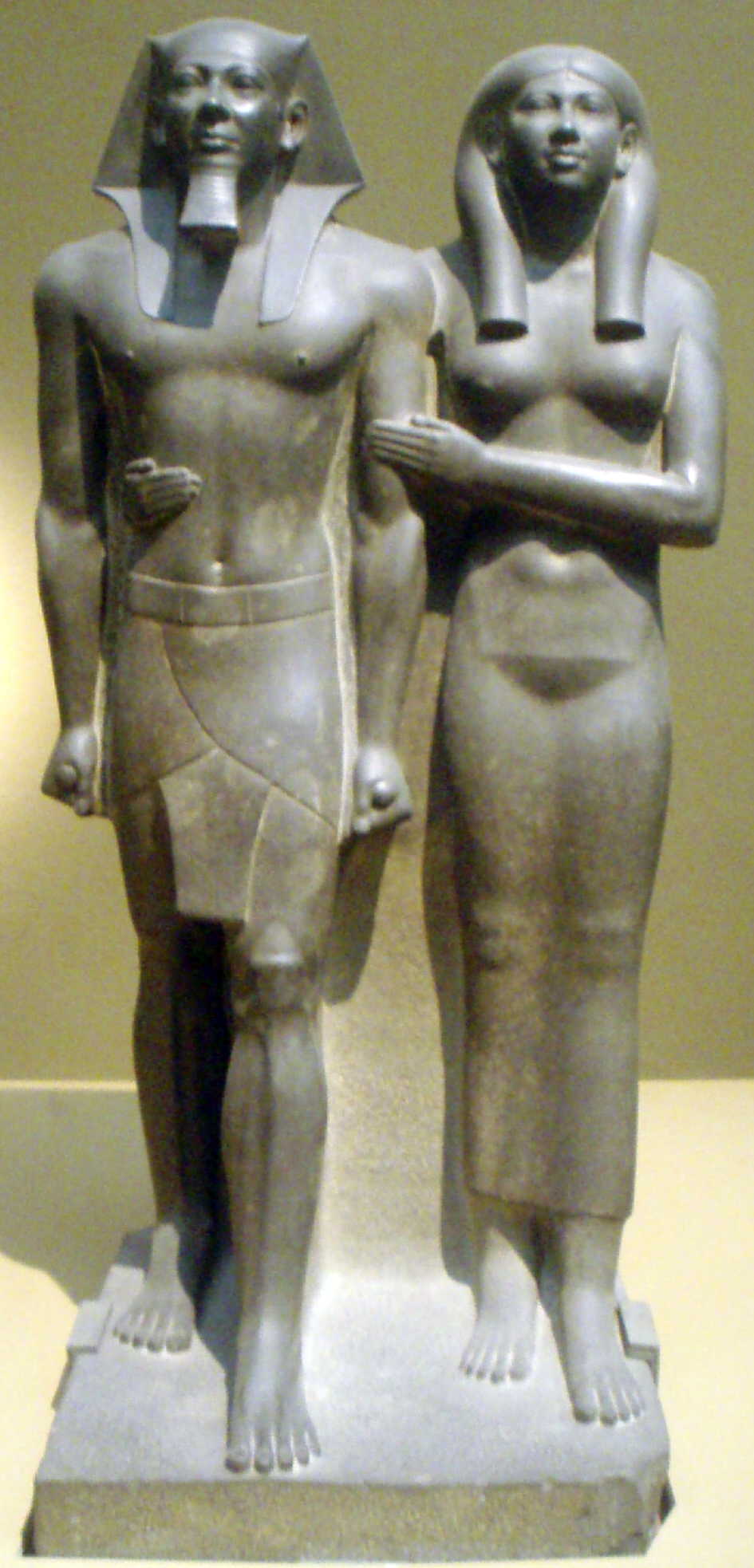
Estàtua de grauvaca del faraó Menkaure i la seva consort, la reina Khamerernebty II. Originària del seu temple de la vall de Guiza, ara es troba exposada al Museu de Belles Arts de Boston.

L'Imperi Antic es considera comunament com aquell període en què Egipte va ser governat per la Dinastia III fins a la Dinastia VI (2686 aC - 2134 aC). La capital reial d'Egipte durant l'Imperi Antic es troba a Memfis, on Djoser, va establir la seva cort. L'Imperi Antic és potser el més conegut, però, pel gran nombre de piràmides, que van ser construïdes en aquell moment com a llocs d'enterrament faraònics. Per aquesta raó, l'Imperi Antic és conegut amb freqüència com a "l'Era de les Piràmides". El primer faraó notable de l'Imperi Antic va ser Djoser (2630-2611 aC) de la Dinastia III, qui va ordenar la construcció d'una piràmide (la Piràmide esglaonada) a la necròpolis de Memfis, Saqqara.
Va ser en aquesta època que els antics estats egipcis, anteriorment independents, van esdevenir coneguts com a nomós, regits únicament pel faraó. Posteriorment els ex governants es van veure obligats a assumir el paper de governadors o d'una altra manera treballar en la recaptació d'impostos. Egipte, en aquesta era, adorava seu faraó com un déu, en la creença que assegurava la inundació anual del Nil, que era necessària per als seus cultius.
L'Antic Regne i el seu poder real va aconseguir el seu zenit sota la Dinastia IV. Es creu que Sneferu, el fundador de la dinastia, va encarregar almenys tres piràmides, mentre que el seu fill i successor Kheops va erigir la Gran Piràmide de Guiza. Sneferu havia mogut més pedra i maó que qualsevol altre faraó. Khufu (grec antic Kheops), el seu fill Khafra (grec Khefren, i el seu net Menkaure (grec Mykerinos), aconseguiren fama duradora amb la construcció de les seves piràmides. Per organitzar i alimentar la mà d'obra necessària per crear aquestes piràmides, es requeria un govern centralitzat amb amplis poders i els egiptòlegs creuen que l'antic Imperi d'aquella època, ha demostrat aquest nivell de sofisticació. Recents excavacions prop de les piràmides, liderades per Mark Lehner, han descobert una gran ciutat, que sembla haver allotjat, alimentat i fornit els treballadors piramidals. Tot i que es creia que els esclaus van construir aquests monuments, una teoria basada en la història de l'Èxode bíblic, l'estudi de les tombes dels treballadors, que van supervisar la construcció de les piràmides, ha demostrat que van ser construïdes per una corvée de pagesos que provenien de tot Egipte. Pel que sembla treballaven allà mentre la inundació anual del Nil diluvi cobria els seus camps També hi havia una gran quantitat d'obrers especialistes, entre ells picapedrers, pintors, matemàtics i sacerdots.
La Dinastia V va començar amb Userkaf (comença c. 2495 aC.) i es va caracteritzar per la creixent importància del culte del déu del sol Ra. En conseqüència, es van dedicar menys esforços a la construcció de complexos piramidals que durant la quarta dinastia i més per a la construcció dels temples del sol a Abusir. La decoració de complexos de piràmides es va fer més elaborada durant la dinastia i el seu últim rei, Unas, va ser el primer a tenir els textos de les piràmides inscrits en la seva piràmide. L'expansió dels interessos d'Egipte en productes comercials com ara banús, l'encens, com mirra i encens, l'or, el coure i altres metalls útils, va obligar els antics egipcis per navegar per mars oberts. L'evidència de la piràmide de Sahure, segon rei de la dinastia, demostra que existia un intercanvi regular amb la costa siriana per obtenir fusta de cedre. Els faraons també van endegar expedicions a la famosa Terra de Punt, possiblement en l'actual Etiòpia i Somàlia, per aconseguir banús, ivori i resines aromàtiques.
Durant la Dinastia VI (2345-2181 aC), el poder dels faraons es va afeblir gradualment a favor dels poderosos monarques (governadors regionals). Aquests ja no pertanyien a la família reial i el seu càrrec va esdevenir hereditari, amb la qual cosa es van crear dinasties locals, independents en gran manera de l'autoritat central del faraó. Es van produir desordres interns durant l'increïblement llarg regnat de Pepi II (2278-2184 aC), cap al final de la dinastia. La seva mort, molt més enllà de la dels seus hereus previstos, podria haver creat les lluites de successió i el país va caure en guerres civils durant dècades després del final del regnat de Pepi II. El cop final es va produir quan una severa sequera. va afectar la regió, un fet que es va produir per una caiguda dràstica de les precipitacions durant el segle XXII abans de Crist, i que va comportar una reducció dràstica del cabal del Nil i, per tant, dels seus nivells d'inundació. El resultat va ser el col·lapse de l'Imperi Antic seguit per dècades de fam i conflictes.

### Primer període intermedi

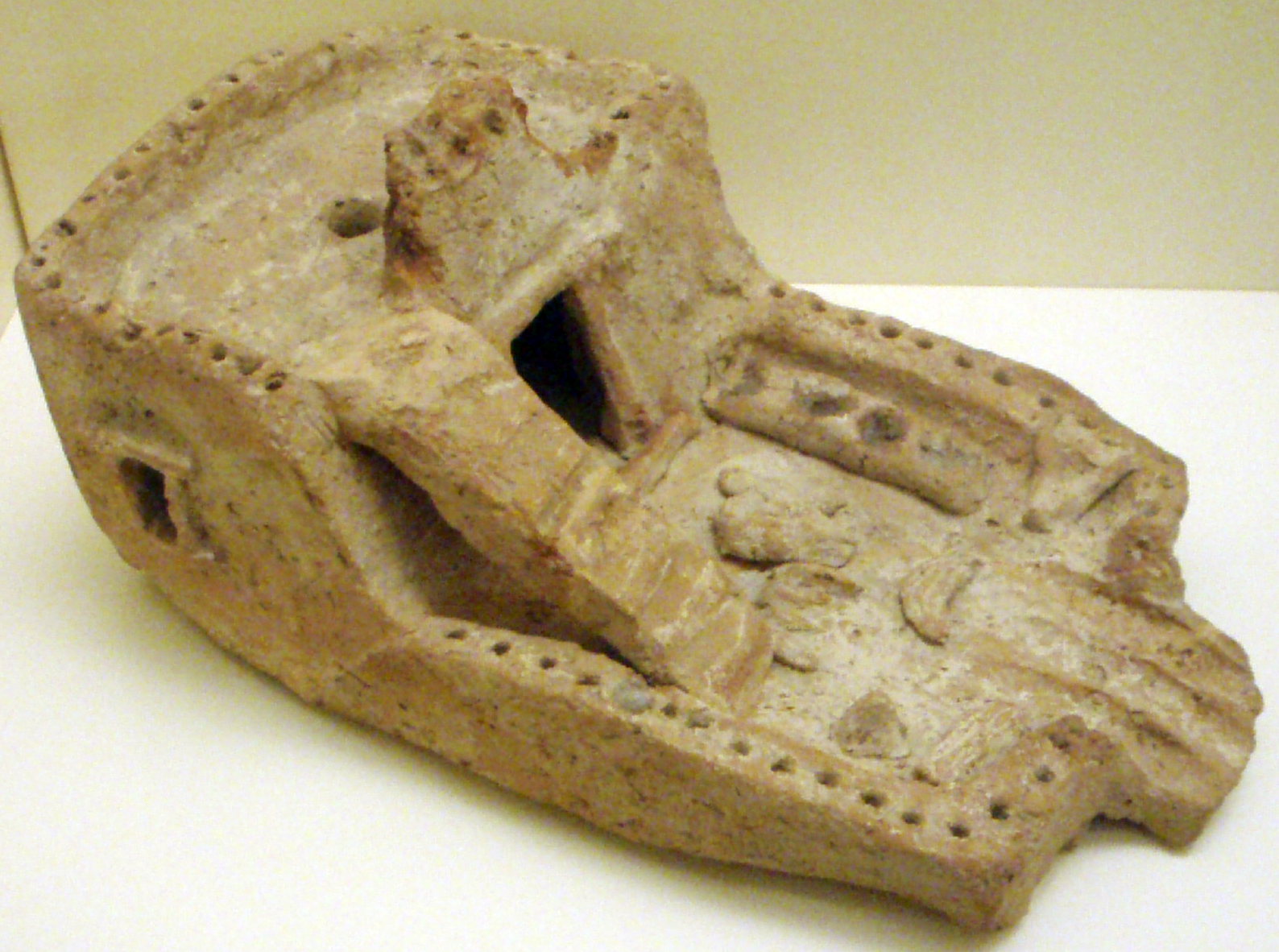
Model de ceràmica d'una casa usada en un enterrament del primer període intermedi. Exposada al Museu Reial d'Ontario

Després de la caiguda de l'Imperi Antic, hi va haver un període d'uns 200 anys de temps conegut com el Primer Període Intermedi, que generalment es creu que inclou un conjunt relativament fosc dels faraons que va des del final de les dinasties VI a la X, i la majoria de l'XI.
La majoria d'aquests van ser probablement monarques locals que no tenien molt poder fora del seu propi domini limitat, i cap d'ells no va detenir el poder sobre el conjunt d'Egipte.
Si bé no hi ha gairebé registres oficials que cobreixen aquest període, hi ha una sèrie de textos de ficció coneguts com a Lamentacions dels primers temps de l'Imperi Mitjà posteriors que poden donar una mica de llum sobre el que va passar durant aquest període. Alguns d'aquests textos reflecteixen la ruptura del govern, altres al·ludeixen a la invasió d'"arquers asiàtics". En general, les històries se centren en una societat en què va ser enderrocat l'ordre natural de les coses en la societat i la natura.
També és molt probable que fos durant aquest període que tots els complexos de piràmides i la tomba van ser saquejats. A més, els textos de les lamentacions al·ludeixen a aquest fet, i al començament de l'Imperi Mitjà les mòmies es troben decorades amb encanteris màgics que abans eren exclusius de la piràmide dels reis de la Dinastia VU.
En 2160 abans de Crist una nova línia de faraons (dinasties IX i X) consolidaren el Baix Egipte des de la seva capital a Heracleòpolis Magna. Una línia rival (la Dinastia XI) ubicada a Tebes reunificà Alt Egipte. Era doncs, inevitable, un xoc entre les dues dinasties rivals. Al voltant de 2055 aC les forces tebanes van derrotar els faraons heracleopolitans, es van reunificar les Dues Terres. El regnat del seu primer faraó, Mentuhotep II marca el començament de l'Imperi Mitjà.

### Regne Mitjà

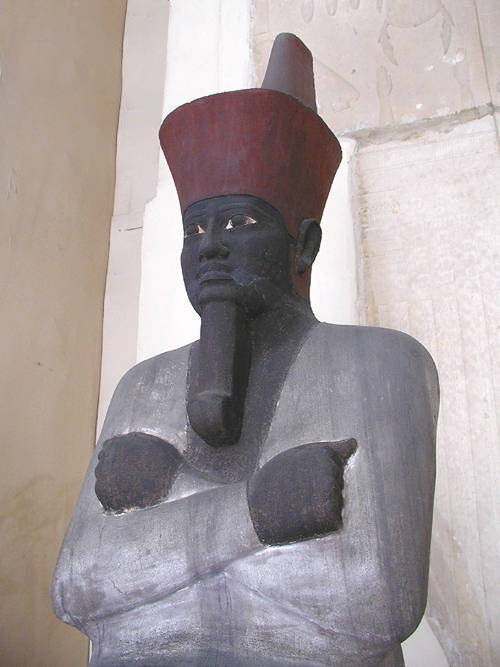
Una estàtua osíride de Mentuhotep II, fundador de l'Imperi Mitjà

El Regne Mitjà és el període en la història de l'antic Egipte que s'estén des de l'establiment de la Dinastia XI al final de la Dinastia XIV, aproximadament entre 2030 aC i 1640 aC.
El període comprèn dues fases, la Dinastia XI, que va governar des de Tebes i la Dinastia XII en endavant, que se centrà a Lisht. Originalment es va considerar que aquestes dues dinasties s'estengueren durant tota la durada d'aquest regne unificat, però els historiadors ara consideren que la Dinastia XIII pertany, almenys en part, al Regne Mitjà.
Els primers faraons de l'Imperi Mitjà fan remuntar el seu origen a un nomarca de Tebes, "Intef el Gran, fill d'Iku", que s'esmenta en el nombre d'inscripcions contemporànies. No obstant això, el seu successor immediat, Mentuhotep II, és considerat el primer faraó d'aquesta dinastia.
Una inscripció tallada durant el regnat de Wahankh Antef II mostra que ell va ser el primer d'aquesta dinastia que va pretendre governar sobre tot Egipte, una afirmació que va portar els tebans al conflicte amb els governants d'Heracleòpolis Magna, la Dinastia X. Antef va emprendre diverses campanyes cap al nord, i va capturar l'important nomós d'Abidos.
La guerra va continuar intermitentment entre les dinasties tebana i heracleapolitana fins al catorzè any de regnat de Nebhetepra Mentuhotep II, quan els heracleopolitans van ser derrotats, i la dinastia tebana va començar a consolidar el seu govern. Mentuhotep II és conegut per haver ordenat les campanyes militars cap al sud, a Núbia, que havia aconseguit la seva independència durant el primer període intermedi. També hi ha evidències d'accions militars contra Palestina. El rei va reorganitzar el país i va posar un visir al capdavant de l'administració civil del país.
Mentuhotep IV va ser l'últim faraó d'aquesta dinastia, i tot i estar absent de diverses llistes de faraons, el seu regnat està testimoniat per unes poques inscripcions a Wadi Hammamat que descriuen expedicions a la costa de la Mar Roja i a les pedreres per tal d'aconseguir pedres per als monuments reials. El líder d'aquesta expedició va ser el seu visir Amenemhat, que està àmpliament assumit que seria el futur faraó Amenemhet I, el primer rei de la Dinastia XII. Amenemhet, segons creuen alguns egiptòlegs de manera àmplia, o bé va usurpar el tron o bé va assumir el poder després de Mentuhotep IV morís sense fills.
Amenemhat I va construir una nova capital d'Egipte, coneguda com a Itjtawy, que es creu que se situava prop de l'actual Lisht, tot i que el cronista Manethó afirma que la capital es va mantenir a Tebes. Amenemhat va pacificar per la força els disturbis interns, va reduir els drets dels nomarques, i se sap que va endegar almenys una campanya a Núbia. El seu fill Senusret I va continuar la política del seu pare per recuperar Núbia i altres territoris perduts durant el Primer Període Intermedi. Els libus van ser sotmesos sota el seu regnat de quaranta-cinc anys i la prosperitat i la seguretat d'Egipte van ser assegurades.
Senusret III (1878 aC - 1839 aC) va ser un rei guerrer, va conduir les seves tropes al bell mig de Núbia, i va construir una sèrie de fortaleses massives a tot el país per establir els límits formals d'Egipte amb les àrees conquistades del seu territori. Amenemhet III (1860 aC - 1815 aC) és considerat l'últim gran faraó de l'Imperi Mitjà.
La població d'Egipte va començar a superar els nivells de producció d'aliments durant el regnat d'Amenemhet III, qui va ordenar l'explotació d'el Faium i l'augment de les operacions mineres al desert del Sinaí. També va convidar els colons asiàtics a Egipte perquè treballessin als monuments d'Egipte. Al final del seu regnat les inundacions anuals al llarg del Nil va començar a fallar, i forçaren encara més els recursos del govern. La Dinastia XIII i XIV van ser testimonis de la lenta decadència d'Egipte al segon període intermedi en la qual alguns dels colons asiàtics d'Amenemhet III prendrien el poder sobre Egipte, com els hicsos.

### Segon Període Intermedi i els hicsos
El Segon Període Intermedi marca un període en què l'antic Egipte un cop més va caure en el caos entre el final de l'Imperi Mitjà, i l'inici de l'Imperi Nou. Aquest període és conegut com el temps dels hicsos (un poble asiàtic) que van fer la seva aparició a Egipte, els regnats dels seus reis que componen les dinasties XV i XVI.
La Dinastia XIII va ser incapaç de mantenir-se en el temps a la terra d'Egipte, i una família governant provincial situat a les maresmes del Delta de l'oest, a Xois es va separar de l'autoritat central per formar la Dinastia XIV. La fragmentació de la terra es va accelerar després que el regnat del rei Neferhotep I de la Dinastia XIII.
Els hicsos apareixen per primera vegada durant el regnat del faraó Sobekhotep IV de la Dinastia XIII, i pel volts del 1720 aC va prendre el control de la ciutat d'Àvaris. Les grans línies del relat tradicional de la "invasió" de la terra pels hicsos es conserva a l'Aegyptiaca de Manethó, que registra que durant aquest temps els hicsos van envair Egipte, dirigits per Salitis, fundador de la Dinastia XV. En les últimes dècades, però, la idea d'una migració simple, amb poc o gens de violència en qüestió, ha aconseguit una mica de suport. Segons aquesta teoria, els governants egipcis de la dinastia XIII van ser incapaços d'aturar aquests nous emigrants, que vingueren a Egipte des d'Àsia, perquè eren reis febles que lluitaven per fer front a diversos problemes domèstics, inclosa una possible fam.
Els prínceps i cacics hicsos governaren al Delta oriental amb els seus vassalls egipcis locals. Els governants hicsos de la dinastia XV van establir la seva capital i seu del govern a Memfis i la seva residència d'estiu a Àvaris.
El regne dels hicsos va tenir el seu epicentre a l'est del delta del Nil i l'Egipte Mitjà i va ser limitat en grandària. Mai no s'estengué cap al sud a l'Alt Egipte, que estava sota control dels governants de tebà. Les relacions dels hicsos amb el sud semblen haver estat principalment de caràcter comercial, tot i que els prínceps tebans semblen haver reconegut els governants hicsos i possiblement els han pagat tribut durant un cert període.
Pels volt d'aquella època, Memfis va caure davant els hicsos, la casa governant egipci nadiua de Tebes va declarar la seva independència de la dinastia vassalla a Itj-tawy i es va erigir en la Dinastia XVII. Aquesta dinastia va demostrar ser la salvació d'Egipte i la que finalment conduiria a la guerra d'alliberament que va portar als hicsos de nou a Àsia. Els dos últims reis d'aquesta dinastia foren Tao II i Kamosis. Amosis I finalitzà la conquesta i l'expulsió dels hicsos de la regió del delta, restaurà l'imperi tebà sobre la totalitat d'Egipte i reafirmà amb èxit el poder egipci en els seus antics territoris de Núbia i Canaan. El seu regnat marca l'inici del període de la Dinastia XVIII i l'Imperi Nou.

### Imperi Nou
Possiblement com a resultat de la dominació estrangera dels hicsos durant el Segon Període Intermedi, l'Imperi Nou va contempar l'intent per part d'Egipte de crear una barrera entre el Llevant i Egipte, i aconseguir la seva màxima extensió territorial. Es va expandir cap al sud a Núbia i va mantenir amplis territoris a l'Orient Mitjà. Els exèrcits egipcis van lluitar contra els hitites pel control de l'actual Síria.

#### Dinastia XVIII

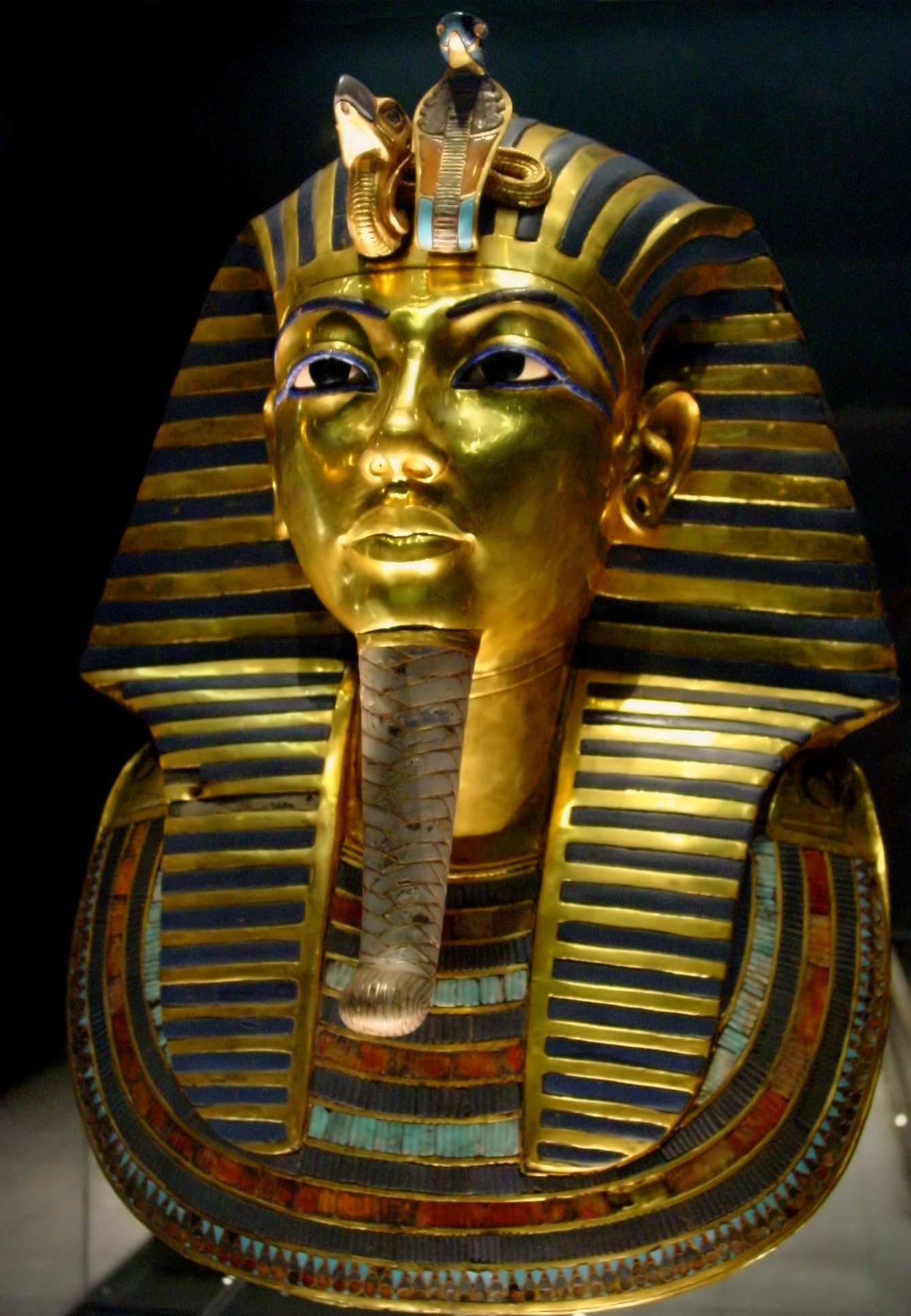
Màscara d'or de la mòmia de Tutankamon

Aquesta va ser una època de gran riquesa i poder d'Egipte. Alguns dels faraons més importants i coneguts van governar en aquest moment. Hatshepsut va ser un faraó d'aquesta època. Hatshepsut és inusual, ja que fou una dona faraó, cosa poc comuna en la història d'Egipte. Fou una líder ambiciosa i competent, que estengué el comerç egipci cap al sud, en l'actual Somàlia i al nord, cap a la Mediterrània. Va governar durant vint anys a través d'una combinació de propaganda generalitzada i habilitat política. El seu corregent i successor Tuthmosis III ("el Napoleó d'Egipte") va ampliar l'exèrcit d'Egipte i va governar amb gran èxit. Al final del seu regnat, va ordenar que el nom de la seva predecessora fos esborrat dels seus monuments. Va lluitar contra el poble asiàtic i va ser el més reeixit dels faraons egipcis. Amenhotep III va construir extensivament en el temple de Karnak, incloent el Temple de Luxor, que consistia en dos pilons, una columnata darrere de la nova entrada del temple, i un nou temple dedicat a la deessa Maat.

#### Dinastia XIX

Egipte i el seu món l'any 1300 abans de Crist

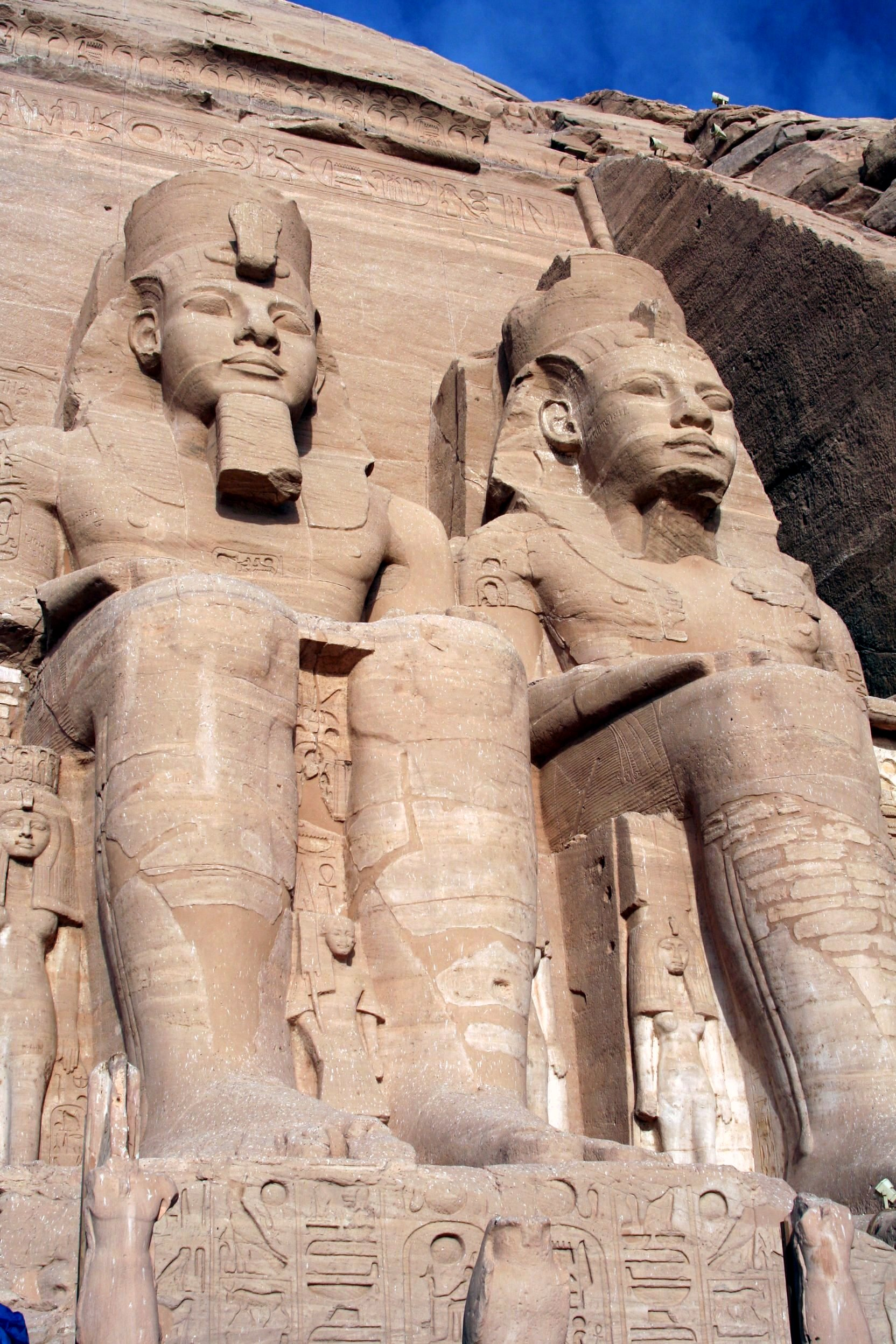
Representacions colossals de Ramsès II en un temple dedicat a ell a Abu Simbel.

Ramsès I va regnar durant dos anys i va ser succeït pel seu fill Seti I. Seti I va continuar el treball de Horemheb en la restauració del poder, el control i el respecte a Egipte. També va ser responsable de la creació del complex del temple a Abidos.
Es podria dir que el poder de l'Antic Egipte com a Estat-nació va assolir el seu punt màxim durant el regnat de Ramsès II ("el Gran") de la Dinastia XIX. Va regnar durant 67 anys, a partir dels 18 anys, va continuar l'obra del seu predecessor immediat i va crear molts més esplèndids temples, com el d'Abu Simbel a la frontera amb Núbia. Va tractar de recuperar territoris al Llevant que s'havien escapat del control de la Dinastia XVIII. Les seves campanyes de reconquesta van culminar en la batalla de Cadeix en 1274 abans de Crist, on va dirigir els exèrcits egipcis contra els del rei hitita Muwatallis II i va ser capturat en la primera emboscada militar de què es té constància en la història. Ramsès II va ser famós per la gran quantitat de fills que va engendrar de les seves diferents esposes i concubines. La tomba que va construir per als seus fills (molts dels quals li van sobreviure) a la Vall dels Reis, ha demostrat ser el major complex funerari a Egipte.
Els seus successors immediats van continuar les campanyes militars, malgrat que cada vegada hi havia assumptes més complicats i turbulents a la cort. Ramsès II va ser succeït pel seu fill Merneptah i després pel fill de Merenptah, Seti II. El tron de Seti II sembla haver estat qüestionat pel seu mig germà Amenmesse, que pot haver governat temporalment de Tebes. A la seva mort, el fill de Seti II, Siptah, que pot haver estat afectat per poliomielitis durant la seva vida, va ser nomenat al tron pel canceller Bay, un plebeu asiàtic que va ser visir entre bastidors. Amb la primerenca mort de Siptah, el tron va ser assumit per Tausret, la reina vídua de Seti II (i possiblement la germana d'Amenmesse). Un període d'anarquia al final del curt regnat de Tausret va contemplar una reacció nativa al control estranger que portà a l'execució del canceller, i a la col·locació de Setnakht al tron, amb la qual cosa s'establia la Dinastia XX.

#### Dinastia XX
Es considera de manera general que l'últim "gran" faraó de l'Imperi Nou fou Ramsès III, fill de Setnakhte, que va regnar tres dècades després de l'època de Ramsès II. En l'any 8 del seu regnat, el pobles de la mar van envair Egipte per terra i mar. Ramsès III els va derrotar en dues grans batalles en terra i mar. Va afirmar que els va incorporar com a poble sotmès i els va establir al sud de Canaan, tot i que hi ha proves que van irrompre al Canaan. La seva presència a Canaan pot haver contribuït a la formació de nous estats en aquesta regió, com el dels filisteus després de la caiguda de l'Imperi egipci. També es va veure obligat a lluitar contra la invasió de les tribus líbies en dues grans campanyes al Delta occidental d'Egipte en l'any 6 i 11 anys respectivament.
L'alt cost d'aquestes batalles esgotà lentament el Tresor d'Egipte i va contribuir al declivi gradual de l'imperi egipci a Àsia. La gravetat d'aquestes dificultats es veu agreujada pel fet que la primera vaga coneguda en la història es va produir durant l'any 29 del regnat de Ramsès III, quan no es van poder proveir les racions d'aliments pels favorits d'Egipte, els constructors de tombes per a l'elit reial i els artesans de la localitat de Deir al-Madinah (en aquella època el menjar era el salari, ja que no existia la moneda). Alguna cosa en l'aire va impedir que arribés prou llum solar a terra i també va impedir un creixement mundial dels arbres durant gairebé dues dècades completes fins al 1140 aC Una de les causes que s'han proposat és l'erupció del volcà Hekla a Islàndia, però la datació d'aquest esdeveniment continua sent objecte de controvèrsia.
Després de la mort de Ramsès III es van produir interminables disputes entre els seus hereus. Tres dels seus fills assumirien el poder com a Ramsès IV, Ramsès VI i Ramsès VIII, respectivament. No obstant això, en aquesta època Egipte estava també cada vegada més assetjat per una sèrie de sequeres, inundacions del Nil a nivells inferiors al normal, fam, malestar social i corrupció oficial. El poder de l'últim faraó, Ramsès XI, es va fer tan feble que al sud els Summes Sacerdots d'Amon es van convertir en els governants de facto de l'Alt Egipte, mentre que Esmendes I controlava el Baix Egipte, fins i tot abans de la mort de Ramsès XI. Esmendes fundaria finalment la Dinastia XXI a Tanis.

### Tercer Període Intermedi

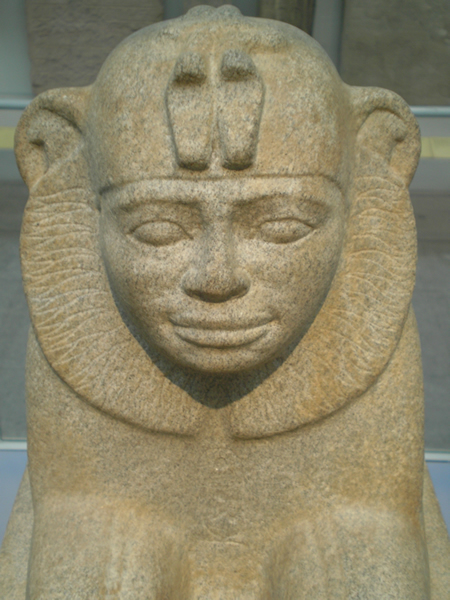
Esfinx del faraó nubià Taharqa

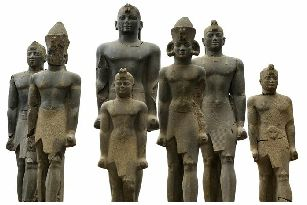
Dinastia XXV

Després de la mort de Ramsès XI, el seu successor Esmendes I va governar des de la ciutat de Tanis al nord, mentre que els Summes Sacerdots d'Amon tenien el control efectiu de la zona sud del país, tot i que encara reconeixen nominalment Esmendes com a rei. Cerny De fet, aquesta divisió va ser menys significativa del que sembla, ja que tant els sacerdots com els faraons procedien de la mateixa família. Piankh, va assumir el control de l'Alt Egipte, i governà des de Tebes, fins al límit nord del seu control que acabava a Al-Hibah. (El gran sacerdot Herihor havia mort abans de Ramsès XI, però també va ser un governant semi-independent en els últims dies del regnat del rei.) El país es va tornar a dividir en dues parts, amb els sacerdots a Tebes i els faraons a Tanis. Llur regnat sembla produir-se sense cap altra distinció, i van ser reemplaçats sense aparent lluita pels reis libis de la Dinastia XXII.
Egipte sempre ha tingut vincles amb Líbia, i el primer rei de la nova dinastia, Sheshonq I, va ser un meixweix libi, que va exercir com a comandant dels exèrcits, sota l'últim governant de la Dinastia XXI, Psusennes II. Va unificar el país, posà el clergat d'Amon sota control del seu propi fill com a Summe Sacerdot d'Amón, càrrec que abans era una designació hereditària. La naturalesa escassa i desigual dels registres escrits d'aquest període suggereixen que era inestable. No sembla que hi hagi hagut molts grups subversius, el que finalment va conduir a la creació de la XXIII Dinastia, que es va desenvolupar simultàniament amb l'última part de la Dinastia XXII.
El país es va reunificar amb la dinastia XXII, fundada pel Sheshonq I el 945 aC (o 943 aC), que descendia d'immigrants meixweix, originaris de l'Antiga Líbia. Això va portar estabilitat al país durant més d'un segle. Després del regnat d'Osorkon II el país s'havia fragmentat de nou en dos estats, amb Sheshonq III de la Dinastia XXII que controlava el Baix Egipte en 818 aC, mentre que Takelot II i el seu fill (el futur Osorkon III) van governar el Mitjà i l'Alt Egipte.
Després de la retirada d'Egipte de Núbia a finals de l'Imperi Nou, una dinastia nativa va prendre el control de Núbia. Sota el rei Piankhi, el fundador nubià de la Dinastia XXV, els nubians empenyeren cap al nord, en un esforç per aixafar als seus opositors libis que governaven al Delta. Piankhi va aconseguir assolir el poder fins a Memfis. El seu oponent Tefnakht se sotmeté finalment a ell, però se li va permetre romandre en el poder en el Baix Egipte i va fundar l'efímera Dinastia XXIV a Sais. El Regne de Cuix cap al sud es va aprofitar d'aquesta divisió i la inestabilitat política i va derrotar la força combinada de diversos governants nadius egipcis com Peftjaubast, Osorkon IV de Tanis, i Tefnakht de Sais. Piankhi va establir la Dinastia XXV d'origen nubià i va nomenar els governants derrotats com als seus governadors provincials. Va ser succeït per primera vegada pel seu germà, Shabaka i pels seus dos fills Shebitku i Taharqa. Taharqa reunificà les "Dues Terres" del nord i el sud d'Egipte i va crear un imperi que era tan gran com no ho havia estat des de l'Imperi Nou. La Dinastia XXV va marcar el començament d'un període de renaixement de l'antic Egipte. Religió, les arts i l'arquitectura van ser restaurats a la seva glòria antiga, Orient i noves formes Unit. Faraons, com Taharqa, construïts o restaurats els temples i monuments en tota la vall del Nil, incloent a Memfis, Karnak, Kawa, Jebel Barkal, etc. Va ser durant la Dinastia XXV que la vall del Nil va contemplar la primera construcció generalitzada de piràmides (moltes en l'actual Sudan) des de l'Imperi Mitjà
El prestigi internacional d'Egipte va disminuir considerablement en aquesta època. Els aliats internacionals del país havien caigut sota l'esfera d'influència d'Assíria i des del 700 aC aproximadament, la qüestió va esdevenir quan (i no pas si) hi hauria guerra entre els dos estats. El regnat de Taharqa i el del seu successor, Tanutamon, es van omplir de conflictes constants amb els assiris contra els quals hi va haver nombroses victòries, però en última instància, Tebes va ser ocupada i Memfis saquejada.

### Període tardà
A partir de 671 aC a endavant, Memfis i la regió del Delta es va convertir en el blanc de molts atacs per part dels assiris, que va expulsar els nubians i van lliurar el poder als reis vassalls de la Dinastia XXVI. Psamètic I va ser el primer a ser reconegut com el rei de tot Egipte, i va portar una major estabilitat al país durant un regnat de 54 anys des de la nova capital, Sais. Quatre successius reis saítes van continuar guiant Egipte amb èxit i de manera pacífica des de 610-526 aC,, i mantingueren els babilonis a distància amb l'ajut de mercenaris grecs.
Al final d'aquest període va anar creixent una nova potència al Pròxim Orient: Pèrsia. El faraó Psamètic III va haver de fer front al poder de Pèrsia a Pelúsion, va ser derrotat i breument va escapar a Memfis, però al final va ser capturat i executat.

### Dominació persa
L'Egipte aquemènida es pot dividir en tres etapes: el primer període d'ocupació persa l'ocupació, quan Egipte va esdevenir un sàtrapa, un segon interval d'independència, i un últim període d'ocupació.
El rei persa Cambises va assumir el títol oficial de Faraó, i es va anomenar a si mateix Mesuti-Re ("Re ha donat a llum"), i va sacrificar als déus egipcis. Va ser fundador de la Dinastia XXVII. Egipte va ser unit llavors a Xipre i Fenícia en la sisena satrapia de la dinastia aquemènida.
Els successors de Cambises, Darios I el Gran i Xerxes, van seguir una política similar, van visitar el país i van evitar un atac atenès. És probable que Artaxerxes I i Darios II visitessin el país, tot i que no està documentat en les fonts, i no va impedir que els egipcis tinguessin una sensació d'infelicitat.
Durant la guerra de successió després del regnat de Darios II, que va esclatar l'any 404, els egipcis es van revoltar sota el lideratge d'Amirteu II i van recuperar la seva independència. Aquest únic governant de la Dinastia XXVIII va morir el 399 aC, i el poder va anar a parar a la Dinastia XXIX. La Dinastia XXX va ser fundada l'any 380 aC i va durar fins al 343 abans de Crist. Nectabeu II va ser l'últim rei natiu que va governar Egipte.
Artaxerxes III (358-338 aC) va reconquerir la vall del Nil per un breu període (343-332 aC).
En l'any 332 aC, Mazaces va lliurar el país a Alexandre el Gran sense lluitar. L'imperi aquemènida havia acabat, i durant un temps Egipte va ser una satrapia en l'imperi d'Alexandre. Més tard, els ptolomeus i el romans governaren successivament la vall del Nil

### Dinastia ptolemaica
En 332 aC, Alexandre III de Macedònia va conquerir Egipte amb poca resistència per part dels perses. Va ser rebut per Egipte com un llibertador. Va visitar Memfis, i se'n va anar en peregrinació a l'oracle d'Amon a l'Oasi de Siwa. L'oracle va declarar que ell era el fill d'Amon. Va conciliar bé amb els egipcis pel respecte que va mostrar a llur religió, però va designar grecs a pràcticament tots els càrrecs de categoria superior al país, i va fundar una nova ciutat grega, Alexandria, per ser la nova capital. La riquesa d'Egipte ara podria ser aprofitada per a la conquesta d'Alexandre de la resta de l'Imperi Persa. A principis del 331 aC que estava llest per partir, i va conduir a les seves forces lluny de Fenícia. Va deixar Cleòmenes com a governant nomarca per al control d'Egipte en la seva absència. Alexandre mai no va tornar a Egipte.
Després de la mort d'Alexandre el Gran a Babilònia l'any 323 aC, va esclatar una crisi de successió entre els seus generals. Inicialment, Perdicas va governar l'imperi com a regent del mig germà d'Alexandre Arrideu, que es convertiria en Filip III Arrideu i, a continuació, com a regent tant de Filip III com del fill nadó d'Alexandre, Alexandre IV de Macedònia, que no havia nascut en el moment de la mort del seu pare. Perdicas nomenà Ptolemeu, un dels companys més propers d'Alexandre, com a sàtrapa d'Egipte. Ptolemeu va governar Egipte des de l'any 323 aC, nominalment en nom dels coreis Filip III i Alexandre IV. No obstant això, com que l'imperi d'Alexandre el Gran es va desintegrar, Ptolemeu aviat es va establir com a governant en el seu propi dret. Ptolemeu va defensar amb èxit Egipte contra la invasió de Perdicas el 321 aC, i va consolidar la seva posició a Egipte i els seus voltants durant la guerres dels diàdocs (322 aC- 301 aC). El 305 aC, Ptolemeu va prendre el títol de rei. El 305 aC, Ptolemeu I Soter ("Salvador"), va fundar la dinastia ptolemaica que hauria de governar Egipte durant gairebé 300 anys.
Els Ptolomeus posteriors van assumir les tradicions egípcies en casar-se amb els seus germans, es van retratar a si mateixos en els monuments públics amb estil i vestit egipci, i van participar en la vida religiosa egípcia. La cultura hel·lenística va prosperar a Egipte i després de la conquesta musulmana. Els Ptolomeus hagueren de lluitar contra rebel·lions natives i van participar en guerres estrangeres i civils que van portar a la caiguda del regne i a la seva annexió per Roma.

### Egipte faraònic
- Adkins, L. and Adkins, R. The Little Book of Egyptian Hieroglyphics.  Londres: Hodder and Stoughton, 2001.
- Baines, John i Jaromir Malek. The Cultural Atlas of Ancient Egypt. revisada.  Facts on File, 2000. ISBN 0-8160-4036-2.
- Bard, KA. Encyclopedia of the Archaeology of Ancient Egypt.  Nova York: Routledge, 1999. ISBN 0-415-18589-0.
- Bierbrier, Morris. The Tomb Builders of the Pharaohs.  Nova York, NY: Charles Scribner's Sons, 1984. ISBN 0-684-18229-7.
- Booth, Charlotte. The Hyksos Period in Egypt.  Shire Egyptology, 2005. ISBN 0-7478-0638-1.
- Cerny, J. Egypt from the Death of Ramesses III to the End of the Twenty-First Dynasty' in The Middle East and the Aegean Region c.1380-1000 BC.  Cambridge University Press, 1975. ISBN 0-521-08691-4.
- Clarke, Somers; R. Engelbach. Ancient Egyptian Construction and Architecture.  Dover Publications, 1990. ISBN 0-486-26485-8.
- Clayton, Peter A. Chronicle of the Pharaohs.  Thames and Hudson, 1994. ISBN 0-500-05074-0.
- Dodson, Aidan. The Complete Royal Families of Ancient Egypt.  Thames & Hudson, 2004. ISBN 0-500-05128-3.
- Edgerton, William F. «The Strikes in Ramses III's Twenty-Ninth Year». Jnes 10, 3a edició, juliol 1951.
- Gillings, Richard J. Mathematics in the Time of the Pharaohs.  Nova York: Dover, 1972. ISBN 0-262-07045-6.
- Greaves, R.H.; O.H. Little. Gold Resources of Egypt, Report of the XV International Geol. Congress, South Africa, 1929.
- Grimal, Nicolas. A History of Ancient Egypt.  Blackwell Books, 1992. ISBN 0-631-17472-9.
- Herodotus ii. 55 and vii. 134
- Kemp, Barry. Ancient Egypt: Anatomy of a Civilization.  Routledge, 1991. ISBN 0-415-01281-3.
- Kitchen, Kenneth Anderson. The Third Intermediate Period in Egypt (1100–650 BC). 3a edició.  Warminster: Aris & Phillips Limited, 1996.
- Lehner, Mark. The Complete Pyramids.  Londres: Thames & Hudson, 1997. ISBN 0-500-05084-8.
- Lucas, Alfred. Ancient Egyptian Materials and Industries, 4a Ed..  Londres: Edward Arnold Publishers, 1962.
- Dr. Peter Der Manuelian. Egypt: The World of the Pharaohs.  Bonner Straße, Colònia, Alemanya: Könemann Verlagsgesellschaft mbH, 1998. ISBN 3-89508-913-3.
- Myśliwiec, Karol. The Twighlight of Ancient Egypt: First Millennium B.C.E.(trans. by David Lorton).  Ithaca and Londres: Cornell University Press, 2000.
- Nicholson, Paul T. et al.. Ancient Egyptian Materials and Technology.  Cambridge, UK: Cambridge University Press, 2000. ISBN 0-521-45257-0.
- John Romer. A History of Ancient Egypt:From the First Farmers to the Great Pyramid. Allen Lane (2012). ISBN 978-1-84614-377-9
- Robins, Gay. The Art of Ancient Egypt.  Harvard University Press, 2000. ISBN 0-674-00376-4.
- Scheel, Bernd. Egyptian Metalworking and Tools.  Haverfordwest, Great Britain: Shire Publications Ltd, 1989. ISBN 0-7478-0001-4.
- Shaw, Ian. The Oxford History of Ancient Egypt.  Oxford University Press, 2003. ISBN 0-500-05074-0.
- Wilkinson, R. H.. The Complete Temples of Ancient Egypt.  Londres: Thames and Hudson, 2000. ISBN 0-500-05100-3.
- Wilkinson, R.H.. The Complete Gods and Goddesses of Ancient Egypt.  Londres: Thames and Hudson, 2003. ISBN 0-500-05120-8.
- Wilkinson, R.H.. The Rise and Fall of Ancient Egypt: The History of a Civilisation from 3000BC to Cleopatra.  Londres: Bloomsbury, 2010. ISBN 978-0-7475-9949-4.
- Yurco, Frank J. «End of the Late Bronze Age and Other Crisis Periods: A Volcanic Cause». Saoc 58, 1999.

### Egipte ptolemaic
- Bowman, Alan K. Egypt after the Pharaohs 332 BC – AD 642. 2a edició.  Berkeley: University of California Press, 1996, p. 25–26. ISBN 0-520-20531-6.
- Lloyd, Alan Brian. The Ptolemaic Period (332–30 BC) In The Oxford History of Ancient Egypt, editat per Ian Shaw.  Oxford i New York: Oxford University Press, 2000.
- Stanwick, Paul Edmond. Portraits of the Ptolemies: Greek kings as Egyptian pharaohs.  Austin: University of Texas Press, 2003. ISBN 0-292-77772-8.